# Ozarba implicita
Ozarba implicita är en fjärilsart som beskrevs av Emilio Berio 1940. Ozarba implicita ingår i släktet Ozarba och familjen nattflyn. Inga underarter finns listade i Catalogue of Life.